# Pyrenacantha staudtii
Pyrenacantha staudtii är en tvåhjärtbladig växtart som först beskrevs av Adolf Engler, och fick sitt nu gällande namn av Adolf Engler. Pyrenacantha staudtii ingår i släktet Pyrenacantha och familjen Icacinaceae. Utöver nominatformen finns också underarten P. s. appressa.